# Papirus 88
Papirus 88 (według numeracji Gregory-Aland), oznaczany symbolem {\displaystyle {\mathfrak {P}}^{88}} – grecki rękopis Nowego Testamentu, spisany w formie kodeksu na papirusie. Paleograficznie datowany jest na IV wiek. Zawiera fragmenty Ewangelii Marka.

## Opis
Zachowały się tylko fragmenty Ewangelii Marka (2,1-26).

## Tekst
Tekst grecki kodeksu reprezentuje aleksandryjską tradycję tekstualną. Kurt Aland zaklasyfikował go do kategorii III.

## Historia
Tekst rękopisu opublikowany został przez S. Daris w 1972 roku. Aland umieścił go na liście rękopisów Nowego Testamentu, w grupie papirusów, dając mu numer 88.
Rękopis datowany jest przez INTF na IV wiek.
Jest cytowany w krytycznych wydaniach Nowego Testamentu (NA27, UBS4).
Obecnie przechowywany jest w bibliotece Katolickiego Uniwersytetu Najświętszego Serca w Mediolanie (P. Med. Inv. no. 69.24).